# Castello di Haverfordwest

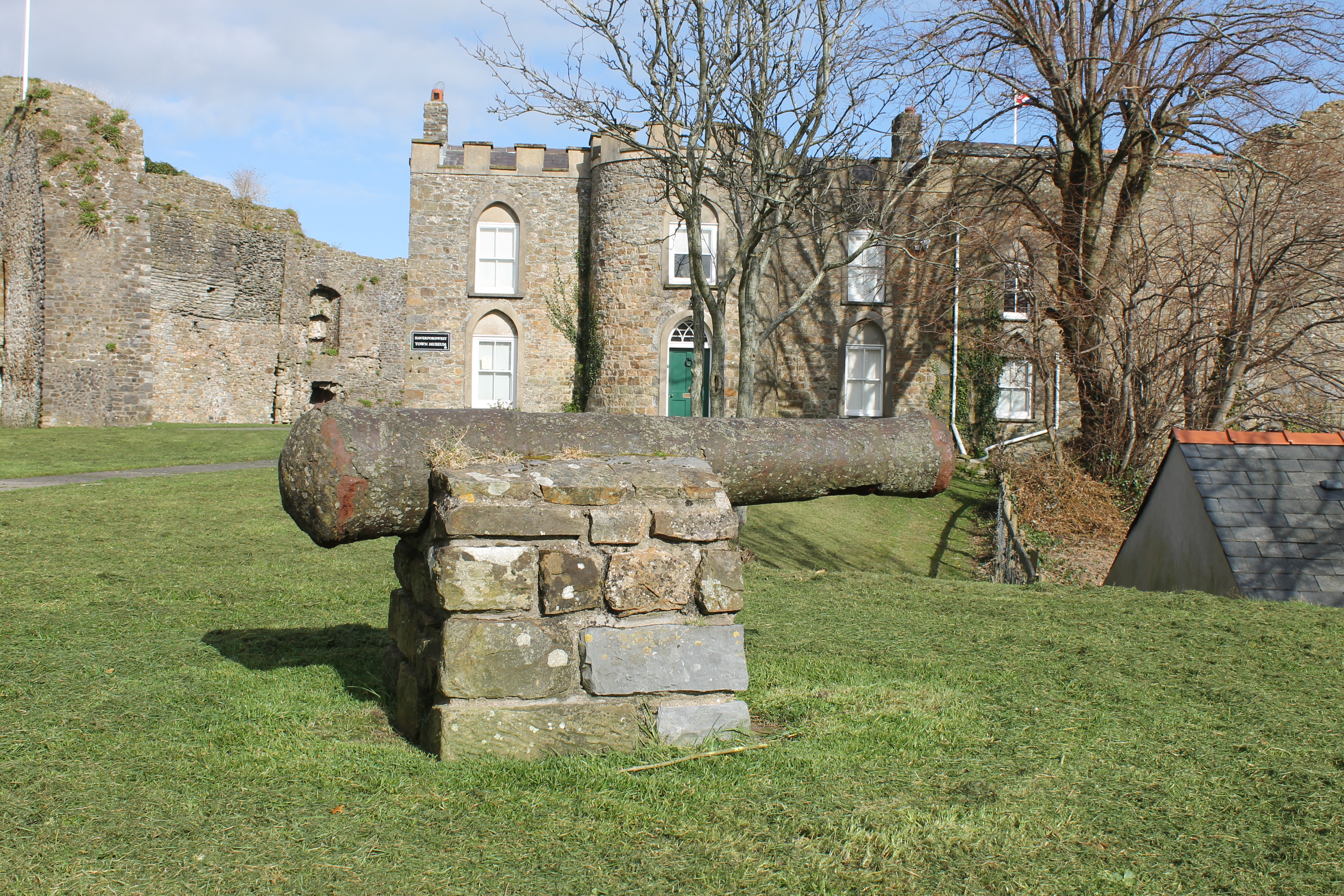
Un'ala interna del castello con l'annesso edificio del museo cittadino

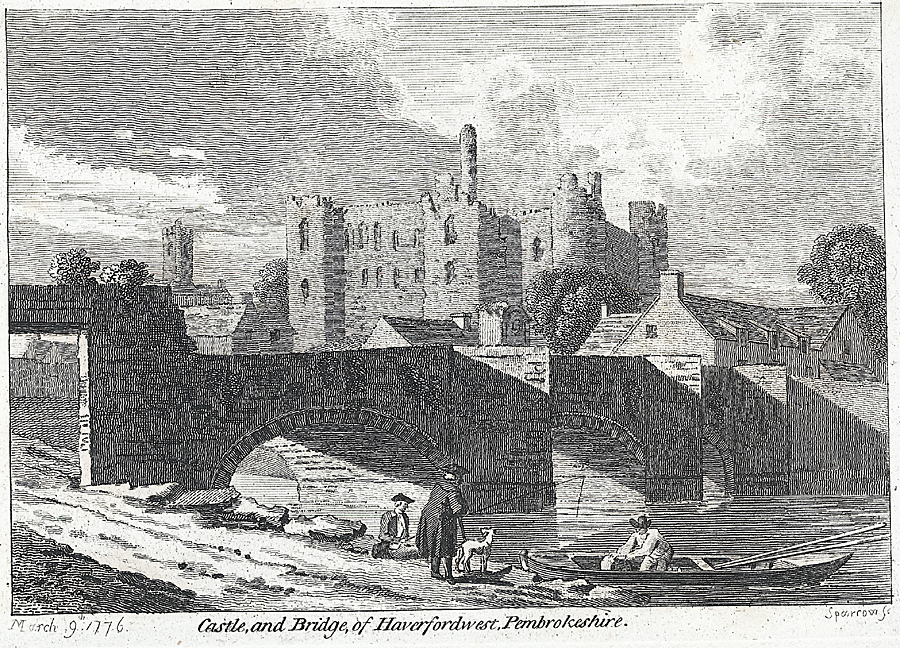
Il castello di Haverfordwest in un'illustrazione di Samuel Sparrow del 1776

Il castello di Haverfordwest (in inglese: Haverfordwest Castle; in gallese: Castell Hwlffordd) è un castello fortificato, in rovina, della cittadina gallese di Haverfordwest, situata nel Pembrokeshire (Galles sud-occidentale) e le cui origini risalgono al XII secolo.
L'edificio è classificato come castello di prirmo grado.

## Storia
Il castello originario venne fatto costruire nel XII secolo da Tancredi, I signore dei Haverfordwest. L'edificio originario, un motte e bailey, fu però rimpiazzato alla metà del XII secolo da un castello in pietra per volere di Gilbert de Clare, conte di Pembroke.
Notizie certe sull'esistenza del castello di Haverfordwest si hanno solo in epoca normanna, più precisamente nel 1120; è soltanto però a partire dal 1188 che l'edificio viene menzionato per la prima volta dall'arcivescovo Giraldus Cambrensis, che descrisse la visita fatta in loco dall'arcivescovo Baldwin.
Nel 1220, il castello venne da Llywelyn il Grande, che aveva anche dato alle fiamme la città di Haverfordwest e, in seguito, a questo attacco, il castello fu forse ricostruito (anche se non vi è certezza). L'edificio venne successivamente attaccato, anche in quell'occasione senza successo, nel 1257 da Llewelyn ap Gruffudd.
Nel 1283, fecero sosta per una visita al castello i reali inglesi Edoardo I e Eleonora, nel corso di un loro pellegrinaggio a St David's. In seguito a questa visita, la regina decise di acquistare l'edificio e di investire la somma di 400 sterline per un'opera di ammodernamento dell'edificio.
Ulteriori opere di ammodernamento del castello, che nel frattempo era passato nelle mani di vari proprietari (tra cui Edoardo, il Principe Nero), furono approntate anche tra il 1381-1385.  Grazie anche a queste ulteriori fortificazioni, l'edificio resistette nel 1405, all'insurrezione di Owain Glyndŵr.
Già nel 1577, l'edificio si trovava in uno stato di rovina, anche se furono aggiunte delle fortificazioni nel corso della guerra civile inglese.   Al termine della guerra, nel 1648, Oliver Cromwell ordinò la distruzione del castello, che però fu eseguita solo parzialmente.
In seguito, nel 1780 fu realizzata all'interno del castello una prigione (che sarebbe stata utilizzata nel 1797 per la detenzione dei prigionieri francesi), a cui ne fu aggiunta un'altra nel 1820. La prigioni del castello vennero dismesse nel 1878 ed entrambe queste strutture sono state demolite nel corso del XX secolo.

## Architettura
L'edificio si erge lungo il corso del fiume Cleddau.
Del castello sono conservati due torri e la corte interna, situata nell'ala orientale.
Il castello ospita al suo interno l'edificio del museo cittadino, nel quale sono conservate, tra l'altro, delle lettere di Oliver Cromwell.